# Temecula

Położenie Desert Hot Springs w hrabstwie Riverside

Temecula – miasto w Stanach Zjednoczonych położone we południowo-zachodniej części hrabstwa Riverside w Kalifornii. Liczba mieszkańców 101 057 (2008).

## Położenie
Temecula znajduje się w regionie Inland Empire, ok. 148 km na południowy wschód od Los Angeles i ok. 70 km na południe od stolicy hrabstwa, miasta Riverside.

## Historia
Na terenie miasta istniała osada Indian Luiseño, pierwszym odkrywcą tej osady był w 1797 roku franciszkański mnich Juan Norberto de Santiago. W latach 40. XIX wieku toczyły się tu walki z ludnością rodzimą tych terenów, w 1882 roku w pobliżu osady założono rezerwat Indian. W tym samym roku do miasta doszła linia kolejowa. W 1989 roku Temecula otrzymała prawa miejskie.
Gwałtowny rozwój miasta nastąpił w latach 80., 90. i pierwszych latach XXI wieku, kiedy to liczba ludności zwiększyła się kilkudziesięciokrotnie z 1783 mieszkańców w 1980 do 101 057 w 2008 roku.

## Atrakcje
W Temecula znajduje się 9 pól golfowych, prowadzone przez Indian Luiseño kasyno Pechanga Resort and Casino. Atrakcją turystyczną jest także stare miasto – Old Town Temecula. Miasto jest gospodarzem szeregu imprez, m.in.: festiwalu jazzowego Temecula Valley International Jazz Festival, filmowego Temecula Valley International Film and Music Festival, a także balonowego Temecula Valley Balloon and Wine Festival.

## Miasta partnerskie
- Leidschendam-Voorburg, Holandia
- Daisen, Japonia